# Quanta cura (Pie IX)
 (décembre 2023).
Si vous disposez d'ouvrages ou d'articles de référence ou si vous connaissez des sites web de qualité traitant du thème abordé ici, merci de compléter l'article en donnant les références utiles à sa vérifiabilité et en les liant à la section « Notes et références ».
Quanta cura (« Avec quel soin… ») est une encyclique du pape Pie IX écrite pour condamner les « monstrueuses erreurs » politico-religieuses du XIXe siècle. Donnée le 8 décembre 1864, elle fut accompagnée du Syllabus Errorum - véritable "bréviaire des intransigeants"(Boudon).
Le souverain pontife critique principalement le naturalisme appliqué à la société civile. En reprenant les propos de Mirari Vos, il dénonce  le laïcisme et l’anticléricalisme.
Il pourfend en même temps le socialisme et le communisme pour vouloir reléguer toute la vie familiale au simple droit civil. Les sociétés secrètes sont dénoncées comme principale cause de dépravation de la jeunesse. 
Le document s’achève par une bénédiction apostolique (en) et un encouragement à tous les membres de l’épiscopat.